# Willars Knudsen Lunn
 Ikke at forveksle med Villars Lunn.
Willars Knudsen Lunn (født 7. december 1775, død 16. marts 1865 på Knabstrup) var en dansk godsejer, far til Carl Frederik August, Christian og Peter Lunn.
Han var søn af forvalter på Einsiedelsborg, senere ejer af Knabstrup, justitsråd, cand.theol. Christian Ditlev Lunn og Dorthea Cathrine Knudsen, blev 1792 student (privat dimitteret), 1796 exam.jur., 1805 premierløjtnant i Nordre sjællandske Landeværnsregiment og fik 1808 afsked. Han var befalingsmand ved kystmilitsen, da han samme år fik afsked som kaptajn, 1828 ny afsked som major. 1814 arvede han Knabstrup og Dorotheaslyst, som han ejede til sin død. Lunn blev 25. august 1852 Ridder af Dannebrog og 12. august 1864 Dannebrogsmand.
Hesteracen Knabstrupperen er oprindeligt fremavlet på Knabstrup af Willars Knudsen Lunn i begyndelsen af 1800-tallet, og racen har sit navn fra gården.

## Ægteskaber
Lunn blev gift 1. gang 5. september 1800 på Knabstrup med Henriette Cathrine Louise Hersleb (ved dåben: Catharine Lovise, 2. august 1780 - 12. august 1801 på Knabstrup), datter af justitsråd Peter Hersleb. 2. gang ægtede han 5. september 1802 i Kongens Lyngby Henriette Caroline Eleonora Hersleb (29. april 1784 i København - 14. oktober 1872 på Dorotheaslyst), søster til 1. hustru.
Han er begravet på Sønder Jernløse Kirkegård.